# In the Name of God
«In the Name of God» es la séptima canción del álbum Train of Thought de la banda de metal progresivo Dream Theater. La canción curiosamente tiene una duración de 14 minutos con 14 segundos, números que son múltiplos de siete. La canción habla sobre los davidianos, una secta surgida en el año 1955 y sobre los predicadores que se llenan los bolsillos hablando por televisión y haciendo falsas promesas a cambio de dinero. También hace referencia las guerras de religión a lo largo de la historia.
En los últimos siete segundos (otra curiosa referencia al número siete) de la canción Jordan Rudess toca la parte del teclado con la nariz. La última nota que cierra In the Name of God es la primera nota con la que comienza la primera canción, The Root of All Evil, del siguiente álbum Octavarium, lanzado en el año 2005.

## Banda
- James LaBrie - voz
- John Myung - bajo
- John Petrucci - guitarra
- Mike Portnoy - Batería, coros
- Jordan Rudess - Teclados

- Datos: Q3149739